# Гавшино (Серпуховский район)
Гавшино — деревня в Серпуховском районе Московской области. Входит в состав Дашковского сельского поселения (до 29 ноября 2006 года входила в состав Глазовского сельского округа).

## Население
| 2002 | 2006 | 2010 | 2015 |
| ---- | ---- | ---- | ---- |
| 165  | ↗166 | ↗178 | ↗182 |

## География
Гавшино расположено примерно в 8 км (по шоссе) на северо-запад от Серпухова, на безымянном ручье, левом притоке реки Нара, высота центра деревни над уровнем моря — 135 м.

## Современное состояние
На 2016 год в деревне зарегистрировано 1 садовое товарищество. Гавшино связано автобусным сообщением с райцентром и соседними населёнными пунктами.